# Турнір п'яти націй 1993
Турнір п'яти націй 1993 був 64-тим проведеним турніром з серії Турнірів п'яти націй — щорічної регбійної конкуренції поміж основними збірними північної півкулі. Турнір складався з 10-ти матчів, проведених в період з 16 січня по 22 березня 1993 року.
Турнір 1993 року був 64-тим турніром з серії турнірів п'яти націй та якщо враховувати ще й турніри домашніх націй, то він був 99 по рахунку турніром з регбі проведеним на північній півкулі.
У турнірі змагались 5 збірних: Англія, Ірландія, Франція, Шотландія та Уельс. Франція виграла турнір, хоча й програла битву за Великий Шолом програючи матч зі збірною Англії (16:15). Загальний результат був таким: Франція здобула свій 10-тий титул переможця турніру п'яти націй, а сім інших титулів розділила з іншими країнами. Шотландія (2-ге місце), Ірландія (3-тє) і Англія (4-те) відповідно перемігши 3 або теж 2 матчі з 10, а Уельс зайняв останнє місце.
Англії вдалось все-таки виграти Кубок Калькути; Ірландія здобула Трофей Мілленіума, а Шотландія — Столітній Квейч. Жодна з команд не здобула Потрійну Корону.

## Учасники
Учасниками турніру п'яти націй 1993 року були:
| Країна    | Стадіон              | Місто    | Головний тренер |
| --------- | -------------------- | -------- | --------------- |
| Англія    | Твікенем             | Лондон   | Джефф Кук       |
| Франція   | Парк де Пренс        | Париж    | П'єр Бербізьє   |
| Ірландія  | Ленсдаун Роуд        | Дублін   | Джеррі Мерфі    |
| Шотландія | Мюррейфілд           | Единбург | Джим Телфер     |
| Уельс     | Національний стадіон | Кардіфф  | Алан Дейвіс     |

## Таблиця
| Місце | Збірна    | Матчі     | Матчі   | Матчі | Матчі    | Бали | Бали  | Бали    | Результати |
| Місце | Збірна    | Розіграно | Виграно | Нічия | Програно | За   | Проти | Різниця | Результати |
| ----- | --------- | --------- | ------- | ----- | -------- | ---- | ----- | ------- | ---------- |
| 1     | Франція   | 4         | 3       | 0     | 1        | 73   | 35    | +38     | 6          |
| 2     | Шотландія | 4         | 2       | 0     | 2        | 50   | 40    | +10     | 4          |
| 3     | Ірландія  | 4         | 2       | 0     | 2        | 45   | 53    | -8      | 4          |
| 4     | Англія    | 4         | 2       | 0     | 2        | 52   | 52    | 0       | 4          |
| 5     | Уельс     | 4         | 1       | 0     | 3        | 34   | 74    | −40     | 2          |

## Результати

### Перший тиждень
| 16 січня 1993 15:05 |

| Англія                                             | 16–15 | Франція                                                              |
| -------------------------------------------------- | ----- | -------------------------------------------------------------------- |
| Спроби: Хантер Реалізація: Вебб Пенальті: Вебб (3) |       | Спроби: Сент-Андре (2) Реалізація: Камбераберо Пенальті: Камбераберо |

| Твікенем, Лондон К-ть глядачів: 50 000 Суддя: Дж. М. Флемінг (Шотландія) |

| 16 січня 1993 15:05 |

| Шотландія                                                     | 15–3 | Ірландія        |
| ------------------------------------------------------------- | ---- | --------------- |
| Спроби: Стангер Старк Реалізація: Гастінгс Пенальті: Гастінгс |      | Пенальті: Малон |

| Мюррейфілд, Единбург Суддя: Е. Ф. Моррісон (Англія) |

### Другий тиждень
| 6 лютого 1993 15:05 |

| Франція                                  | 11–3 | Шотландія          |
| ---------------------------------------- | ---- | ------------------ |
| Спроби: Лакруа Пенальті: Камбераберо (2) |      | Пенальті: Гастінгс |

| Парк де Пренс, Париж К-ть глядачів: 49 026 Суддя: В. Д. Беван (Уельс) |

| 6 лютого 1993 15:05 |

| Уельс                                                 | 10–9 | Англія                               |
| ----------------------------------------------------- | ---- | ------------------------------------ |
| Спроби: Еванс Реалізація: Дженкінс Пенальті: Дженкінс |      | Пенальті: Вебб (2) Дроп-гол: Гаскотт |

| Національний стадіон, Кардіфф Суддя: Дж. Дюм (Франція) |

### Третій тиждень
| 20 лютого 1993 15:05 |

| Ірландія            | 6–21 | Франція                                                                                         |
| ------------------- | ---- | ----------------------------------------------------------------------------------------------- |
| Пенальті: Малон (2) |      | Спроби: Сент-Андре Селя Реалізація: Камбераберо Пенальті: Камбераберо (2) Дроп-гол: Камбераберо |

| Ленсдаун Роуд, Дублін К-ть глядачів: 60 000 Суддя: Д. Леслі (Шотландія) |

| 20 лютого 1993 15:05 |

| Шотландія                               | 20–0 | Уельс |
| --------------------------------------- | ---- | ----- |
| Спроби: Тернбулл Пенальті: Гастінгс (5) |      |       |

| Мюррейфілд, Единбург Суддя: Дж. Дюм (Франція) |

### Четвертий тиждень
| 6 березня 1993 15:05 |

| Англія                                                                      | 26–12 | Шотландія                                |
| --------------------------------------------------------------------------- | ----- | ---------------------------------------- |
| Спроби: Гаскотт Р. Андервуд Т. Андервуд Реалізація: Вебб Пенальті: Вебб (3) |       | Пенальті: Гастінгс (3) Дроп-гол: Чалмерс |

| Твікенем, Лондон Суддя: Б. В. Стайрлінг (Ірландія) |

| 6 березня 1993 15:05 |

| Уельс                                | 14–19 | Ірландія                                                               |
| ------------------------------------ | ----- | ---------------------------------------------------------------------- |
| Спроби: Еванс Пенальті: Дженкінс (3) |       | Спроби: Робінсон Реалізація: Елвуд Пенальті: Елвуд (3) Дроп-гол: Кларк |

| Національний стадіон, Кардіфф Суддя: А. Р. МакНілл (Австралія) |

### П'ятий тиждень
| 20 березня 1993 15:05 |

| Франція                                                            | 26–10 | Уельс                                                 |
| ------------------------------------------------------------------ | ----- | ----------------------------------------------------- |
| Спроби Бенеттон (2) Лафонд Реалізація: Лафонд Пенальті: Лакруа (3) |       | Спроби: Вокер Реалізація: Дженкінс Пенальті: Дженкінс |

| Парк де Пренс, Париж К-ть глядачів: 49 000 Суддя: О. Е. Дойл (Ірландія) |

| 20 березня 1993 15:05 |

| Ірландія                                               | 17–3 | Англія         |
| ------------------------------------------------------ | ---- | -------------- |
| Спроби: Галвей Пенальті: Елвуд (2) Дроп-гол: Елвуд (2) |      | Пенальті: Вебб |

| Ленсдаун Роуд, Дублін Суддя: А. Р. МакНілл (Австралія) |